# Рус (комуна)
Рус (рум. Rus) — комуна у повіті Селаж в Румунії. До складу комуни входять такі села (дані про населення за 2002 рік):
- Бузаш (172 особи)
- Рус (800 осіб) — адміністративний центр комуни
- Финтинеле-Рус (248 осіб)

Комуна розташована на відстані 370 км на північний захід від Бухареста, 42 км на схід від Залеу, 55 км на північ від Клуж-Напоки.

## Населення
За даними перепису населення 2002 року у комуні проживали 2657 осіб.
Національний склад населення комуни:
| Національність | Кількість осіб | Відсоток |
| -------------- | -------------- | -------- |
| румуни         | 2592           | 97,6%    |
| цигани         | 62             | 2,3%     |
| угорці         | 3              | 0,1%     |

Рідною мовою назвали:
| Мова      | Кількість осіб | Відсоток |
| --------- | -------------- | -------- |
| румунська | 2600           | 97,9%    |
| циганська | 54             | 2,0%     |
| угорська  | 3              | 0,1%     |

Склад населення комуни за віросповіданням:
| Релігія        | Кількість осіб | Відсоток |
| -------------- | -------------- | -------- |
| православні    | 2402           | 90,4%    |
| п'ятдесятники  | 174            | 6,5%     |
| адвентисти     | 32             | 1,2%     |
| греко-католики | 23             | 0,9%     |
| баптисти       | 19             | 0,7%     |
| римо-католики  | 1              | < 0,1%   |